# Guatemala en el Torneo de Fútbol en los Juegos Olímpicos de Montreal 1976
La selección de Guatemala fue uno de los trece equipos participantes en el Torneo de Fútbol en los Juegos Olímpicos de 1976, realizado en Montreal, Canadá. Esta fue su segunda participación, tras haberla jugado por primera vez en 1968.
Guatemala calificó luego de dejar en el camino a Honduras y Costa Rica, para llegar a la ronda final y quedar segundo lugar. En el torneo, Guatemala obtuvo un empate sin goles ante Israel, una derrota de 4-1 contra Francia y otro empate, pero a un gol contra México, quedando en fase de grupos.

## Clasificación

### Primera ronda
| 6 de abril de 1975 | Honduras | 0:0 | Guatemala | Estadio Nacional, Tegucigalpa |  |

| 27 de abril de 1975 | Guatemala        | 2:0 (0:0) | Honduras | Estadio Mateo Flores, Ciudad de Guatemala |                        |
|                     | Toledo · Sánchez |           |          | Árbitro(s): Ilio Matos                    | Árbitro(s): Ilio Matos |

### Segunda ronda
| 30 de noviembre de 1975 | Costa Rica          | 1:1 (1:1) | Guatemala        | Estadio Nacional, San José                             |                                                        |
|                         | Elizondo 27' (pen.) |           | McNish 3' (pen.) | Asistencia: 20 183 espectadores Árbitro(s): Ilio Matos | Asistencia: 20 183 espectadores Árbitro(s): Ilio Matos |

| 7 de diciembre de 1975 | Guatemala                | 2:1 (2:0) | Costa Rica   | Estadio Mateo Flores, Ciudad de Guatemala                    |                                                              |
|                        | Sánchez 26' · McNish 38' |           | Alvarado 55' | Asistencia: 42 000 espectadores Árbitro(s): Werner Winsemann | Asistencia: 42 000 espectadores Árbitro(s): Werner Winsemann |

### Ronda final
| Equipo    | Pts | PJ | PG | PE | PP | GF | GC | DG |
| --------- | --- | -- | -- | -- | -- | -- | -- | -- |
| México    | 5   | 4  | 2  | 1  | 1  | 11 | 7  | 4  |
| Guatemala | 4   | 4  | 1  | 2  | 1  | 6  | 8  | -2 |
| Cuba      | 3   | 4  | 0  | 3  | 1  | 5  | 7  | -2 |

| 31 de marzo de 1976 | México                                    | 4:1 (1:1) | Guatemala   | Estadio Toluca 70, Toluca de Lerdo |                        |
|                     | Rangel 35', 72' · Sánchez 62' · Tapia 85' |           | Morales 26' | Árbitro(s): Ilio Matos             | Árbitro(s): Ilio Matos |

| 4 de abril de 1976 | Guatemala                                  | 3:2 (2:1) | México                 | Estadio Mateo Flores, Ciudad de Guatemala              |                                                        |
|                    | Fión 5' · Sánchez 21' (g.o.) · Morales 56' |           | Cosío 30' · Rangel 75' | Asistencia: 50 000 espectadores Árbitro(s): Ilio Matos | Asistencia: 50 000 espectadores Árbitro(s): Ilio Matos |

| 18 de abril de 1976 | Cuba              | 1:1 (0:0) | Guatemala          | Estadio Latinoamericano, La Habana                             |                                                                |
|                     | Roldán 48' (pen.) |           | Holmaza 54' (a.g.) | Asistencia: 43 700 espectadores Árbitro(s): Carlos Luis Alfaro | Asistencia: 43 700 espectadores Árbitro(s): Carlos Luis Alfaro |

| 25 de abril de 1976 | Guatemala                | 1:1 (0:1) | Cuba        | Estadio Mateo Flores, Ciudad de Guatemala                    |                                                              |
|                     | Villavicencio 61' (pen.) |           | Delgado 43' | Asistencia: 53 812 espectadores Árbitro(s): Toros Kibritjian | Asistencia: 53 812 espectadores Árbitro(s): Toros Kibritjian |

## Jugadores
Datos corresponden a situación previo al inicio del torneo
| #  | Nombre               | Posición      | Edad | Club           |
| -- | -------------------- | ------------- | ---- | -------------- |
| 1  | Julio García         | Portero       | 30   | Ases del Minar |
| 2  | Julio Gómez          | Defensa       | 21   | Aurora         |
| 3  | Carlos Monterroso    | Defensa       | 27   | Aurora         |
| 4  | Luis Villavicencio   | Defensa       | 26   | Comunicaciones |
| 5  | Allan Wellman        | Defensa       | 22   | Comunicaciones |
| 6  | Edgar Bolaños        | Mediocampista | 25   | Comunicaciones |
| 7  | Oscar Sánchez        | Delantero     | 21   | Comunicaciones |
| 8  | Benjamín Monterroso  | Mediocampista | 23   | Municipal      |
| 9  | Selvin Pennant       | Delantero     | 26   | Aurora         |
| 10 | Jorge Hurtarte       | Mediocampista | 32   | Aurora         |
| 11 | René Morales         | Delantero     | 23   | Aurora         |
| 12 | Marco Fión           | Mediocampista | 29   | Aurora         |
| 13 | Julio César Anderson | Delantero     | 28   | Municipal      |
| 14 | Sergio Rivera        | Mediocampista | 20   | Municipal      |
| 15 | Peter Sandoval       | Delantero     | 29   | Comunicaciones |
| 16 | Félix McDonald       | Mediocampista | 22   | Comunicaciones |
| 17 | Ricardo Piccinini    | Portero       | 26   | Comunicaciones |
| DT | Rubén Amorín         |               |      |                |

## Participación

### Grupo 2
| Equipo    | Pts | PJ | PG | PE | PP | GF | GC | DG |
| --------- | --- | -- | -- | -- | -- | -- | -- | -- |
| Francia   | 5   | 3  | 2  | 1  | 0  | 9  | 3  | +6 |
| Israel    | 3   | 3  | 0  | 3  | 0  | 3  | 3  | 0  |
| México    | 2   | 3  | 0  | 2  | 1  | 4  | 7  | -3 |
| Guatemala | 2   | 3  | 0  | 2  | 1  | 2  | 5  | -3 |

| 19 de julio de 1976 | Israel | 0:0 | Guatemala | Varsity Stadium, Toronto                                   |  |
|                     |        |     |           | Asistencia: 9.500 espectadores Árbitro(s): Vladimir Rudnev |  |

| 21 de julio de 1976 | Francia                                   | 4:1 (2:0) | Guatemala | Municipal Stadium, Sherbrooke                           |                                                         |
|                     | Platini 7', 86' · Amisse 41' · Schaer 82' |           | Fión 58'  | Asistencia: 3.163 espectadores Árbitro(s): Jafar Namdar | Asistencia: 3.163 espectadores Árbitro(s): Jafar Namdar |

| 23 de julio de 1976 | México     | 1:1 (1:1) | Guatemala         | Municipal Stadium, Sherbrooke                            |                                                          |
|                     | Rangel 36' |           | Rergis 18' (a.g.) | Asistencia: 4.118 espectadores Árbitro(s): Marian Kuston | Asistencia: 4.118 espectadores Árbitro(s): Marian Kuston |

## Estadísticas
| Equipo | Equipo          | Pts | PJ | PG | PE | PP | GF | GC | Dif |
| ------ | --------------- | --- | -- | -- | -- | -- | -- | -- | --- |
| 8      | México          | 2   | 3  | 0  | 2  | 1  | 4  | 7  | -3  |
| 9      | Guatemala       | 2   | 3  | 0  | 2  | 1  | 2  | 5  | -3  |
| 10     | Corea del Norte | 2   | 3  | 1  | 0  | 2  | 3  | 9  | -6  |